# Eric Buffat
Eric Buffat (Firenze, 12 febbraio 1964) è un compositore, pianista e arrangiatore italiano.

## Biografia
Si accosta all'attività pianistica fin dall'adolescenza. Il suo maestro è Walter Savelli, con il quale accumula un'esperienza decennale nello studio del pianoforte, in concomitanza ottiene il diploma di perito turistico (1983) e comincia la sua carriera artistica nell'ambito della musica leggera e del pop-italiano, dedicandosi altresì alla composizione e al canto.

## Collaborazioni
Dal 1991 collabora con il produttore e arrangiatore Dado Parisini, lavorando con Raf, Paolo Vallesi, Mietta, Irene Grandi, Marco Masini, Ivana Spagna, Michele Zarrillo, Phil Collins, Sheila E., Nathan East, Geoff Westley, e altri, presso gli studi di registrazione Morning Studio, Logic Studio, Studio Santanna, Abbey Road London, Air Studios London.
Nel 1993 comincia a suonare e comporre per Laura Pausini, con la quale realizza Il mondo che vorrei (2003), singolo con il quale sono stati raccolti fondi per l'UNICEF.
| Anno | Interprete    | Album                  |
| ---- | ------------- | ---------------------- |
| 1993 | Raf           | Cannibali              |
| 1992 | Paolo Vallesi | La forza della vita    |
| 1994 | Paolo Vallesi | Non mi tradire         |
| 1994 | Fandango      | Fandango               |
| 1994 | Irene Grandi  | Irene Grandi           |
| 1995 | Amanda Miguel | Amame una vez mas      |
| 1995 | Irene Grandi  | In vacanza da una vita |
| 1996 | Paolo Vallesi | Non essere mai grande  |
| 1996 | Laura Pausini | Le cose che vivi       |
| 1998 | Laura Pausini | La mia risposta        |
| 1998 | Amanda Miguel | Album 1998             |
| 2000 | Laura Pausini | Tra te e il mare       |
| 2001 | Laura Pausini | Greatest hits          |
| 2004 | Marco Masini  | Il mio cammino         |
| 2005 | Marco Masini  | Il giardino delle Api  |
| 2008 | Mietta        | Con il sole nelle mani |

## Le tournée
| Anno | Artista       | tour                                                  |
| ---- | ------------- | ----------------------------------------------------- |
| 1993 | Raf           | Tour "Sogni" (Tastiere e cori)                        |
| 1994 | Raf           | Tour "Cannibali" (Tastiere e cori)                    |
| 1997 | Laura Pausini | World Tour “Incancellabile” (Piano Tastiere e cori)   |
| 1999 | Laura Pausini | World Tour “La mia risposta” (Piano, Tastiere e cori) |
| 2004 | Marco Masini  | Tour "L'uomo Volante" (Piano, Tastiere e cori)        |
| 2019 | Paolo Vallesi | Tour "Ritrovarsi Ancora" (Piano, Tastiere e cori)     |

## Colonne Sonore
| Anno | Film                            |
| ---- | ------------------------------- |
| 1992 | Anni 90                         |
| 1994 | Occhiopinocchio                 |
| 1994 | Il Re Leone (versione italiana) |
| 1996 | Il barbiere di Rio              |
| 1998 | Il signor Quindicipalle         |

## Composizioni musicali italiane
| Anno | Canzone                                      | Album                           | Interprete    |
| ---- | -------------------------------------------- | ------------------------------- | ------------- |
| 1993 | A spasso con Toby                            | La Forza della Vita             | Paolo Vallesi |
| 1993 | Stai con me                                  | Cannibali Collezione Temporanea | Raf           |
| 1994 | Sposati Subito (scritta con Eros Ramazzotti) | Irene Grandi                    | Irene Grandi  |
| 1994 | Vai vai vai                                  | Irene Grandi                    | Irene Grandi  |
| 1994 | Cose da Grandi                               | Irene Grandi                    | Irene Grandi  |
| 1995 | Bum Bum                                      | In vacanza da una vita          | Irene Grandi  |
| 1995 | Bambine Kattive                              | In vacanza da una vita          | Irene Grandi  |
| 1995 | In vacanza da una vita                       | In vacanza da una vita          | Irene Grandi  |
| 1995 | Ieri                                         | In vacanza da una vita          | Irene Grandi  |
| 1995 | L'amore vola                                 | In vacanza da una vita          | Irene Grandi  |
| 1996 | Grande                                       | Non essere mai grande           | Paolo Vallesi |
| 1996 | Tutto va bene                                | Non essere mai grande           | Paolo Vallesi |
| 1996 | La voce                                      | Le cose che vivi                | Laura Pausini |
| 1996 | Angeli nel blu                               | Le cose che vivi                | Laura Pausini |
| 1996 | Il mondo che vorrei (per UNICEF)             | Le cose che vivi                | Laura Pausini |
| 1998 | Un'emergenza d'amore                         | La mia risposta                 | Laura Pausini |
| 1998 | Anna dimmi si                                | La mia risposta                 | Laura Pausini |
| 1998 | Che bene mi fai                              | La mia risposta                 | Laura Pausini |
| 1998 | Come una danza                               | La mia risposta                 | Laura Pausini |
| 1998 | La Felicità                                  | La mia risposta                 | Laura Pausini |
| 2000 | Siamo Noi                                    | Tra Te e il Mare                | Laura Pausini |
| 2000 | Volevo dirti che ti amo                      | Tra Te e il Mare                | Laura Pausini |
| 2000 | Per Vivere                                   | Tra Te e il Mare                | Laura Pausini |
| 2001 | Un'emergenza d'amore                         | Greatest hits                   | Laura Pausini |
| 2001 | Direzioni opposte                            | Con il sole nelle mani          | Mietta        |
| 2020 | La classica Canzone di Sanremo               | Festival di Sanremo             | Fiorello      |

## Televisione e Cinema
- Anni 90 - Coproduzione e arrangiamenti per promozioni tv: come "Domenica In” “Festivalbar”, "Un Disco per l'Estate”, “Night Express"
- 1994 - DIREZIONE D'ORCHESTRA con la canzone "CINQUE GIORNI" portata da MICHELE ZARRILLO al FESTIVAL DI SANREMO
- 2005 - Coproduzione musicale e arrangiamenti in "50 CANZONISSIME", trasmissione tv di Carlo Conti
- 2010 - Composizione e arrangiamenti documentario Mediaset “MAGNIFICA ITALIA”
- 2010/11 - Vocal coach presso la scuola televisiva "AMICI di Maria De Filippi" al fianco di RUDY ZERBI
- 2011 - Vocal Coach presso la trasmissione televisiva di Raiuno "Lasciami cantare" condotta da Carlo Conti
- 2012 - Consulente per il Politecnico di Milano
- 2012 - Selezionatore e presidente di giuria nonché compositore e arrangiatore della sigla per il contest " MEET ME TONIGHT 2012 (archiviato dall'url originale il 6 dicembre 2017)."
- 2013 - Compositore arrangiatore realizzatore e produttore della musica dell'"Inno dei  MONDIALI DI CICLISMO IN TOSCANA 2013. URL consultato il 4 giugno 2020 (archiviato dall'url originale il 3 ottobre 2013)."
- 2013 - Selezionatore e presidente di giuria nonché compositore e arrangiatore della sigla per il contest " MEET ME TONIGHT 2013 (archiviato dall'url originale il 6 dicembre 2017).
- 2016 - Arrangiatore musiche film CreatorsThe Past con WILLIAM SHATNER, GERARD DEPARDIEU e BRUCE PAYNE
- 2016 e 2017 - Direttore musicale e pianista alla trasmissione televisiva Sky condotta da FIORELLO - EDICOLA FIORE
- 2019 - Consulente Musicale e autore - Viva Rai Play e Viva Asiago 10 Fiorello - Vivaraiplay
- 2022 - Viva Rai2! (Rai 2, 2022-2024)
- 2022 - Fonda a Firenze e ne diventa il Direttore Artistico l'accademia Florence Academy

## Teatro
- 2009 - Arrangiamenti del Musical "ROBIN HOOD” di Beppe Dati (autore e poeta italiano)
- 2013 - Autore delle musiche dello spettacolo teatrale STUPEFATTO dal racconto autobiografico di ENRICO  ENRICO COMI. interpretato da FABRIZIO DE GIOVANNI
- 2017 - Composizione e Arrangiamenti del Musical "ROBIN HOOD” di Beppe Dati (autore e poeta italiano)